# 마쓰다이라 노리자네
마쓰다이라 노리자네(일본어: 松平乗真, 1686년 7월 13일 ~ 1716년 8월 21일)는 미카와 오규 번 제3대 번주, 동국 오쿠토노 번 초대 번주를 지냈다. 오쿠토노 번 오규 마쓰다이라가(奥殿藩大給松平家) 제3대 당주.
친부는 하타모토 혼다 마사타네이며 그의 장남으로 태어났다. 어머니는 오규 번 초대 번주 마쓰다이라 노리쓰구의 양녀이며 친부는 고가 하타케야마 요시사토이다. 오규 번 선대 번주 마쓰다이라 노리시게의 자식들이 요절하는 바람에 노리자네가 양자가 되었는데 그 인연은 노리시게의 부친 노리쓰구의 정실이 산야사에몬가 출신인 혼다 마사나오의 딸이었기에 마사나오의 조카 노리자네가 오규 번의 양자가 되었다고 볼 수 있다.